# Jute d'Aràbia

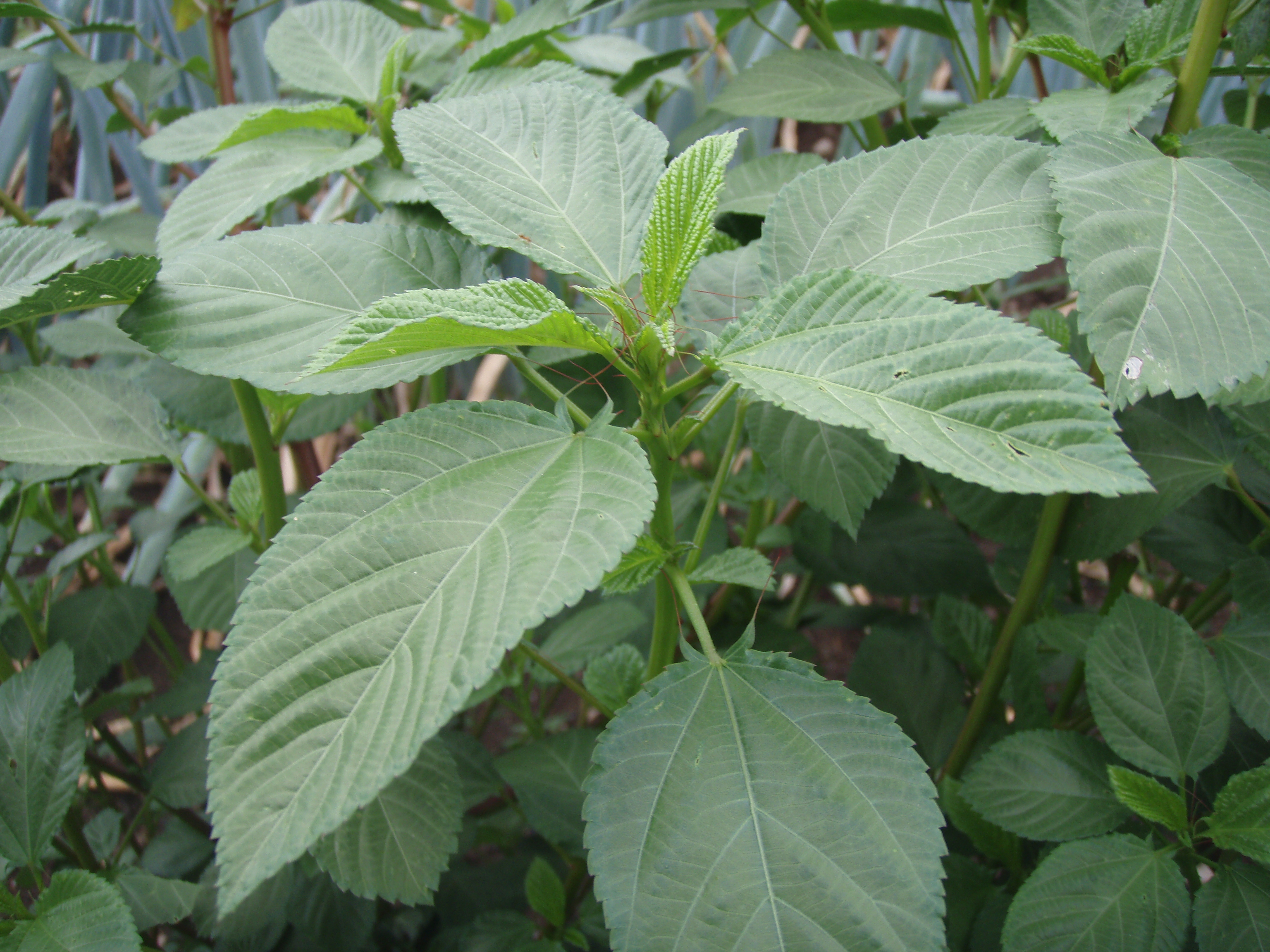
Les fulles de la mlokhiya són un ingredient molt apreciat a la cuina de certs països àrabs

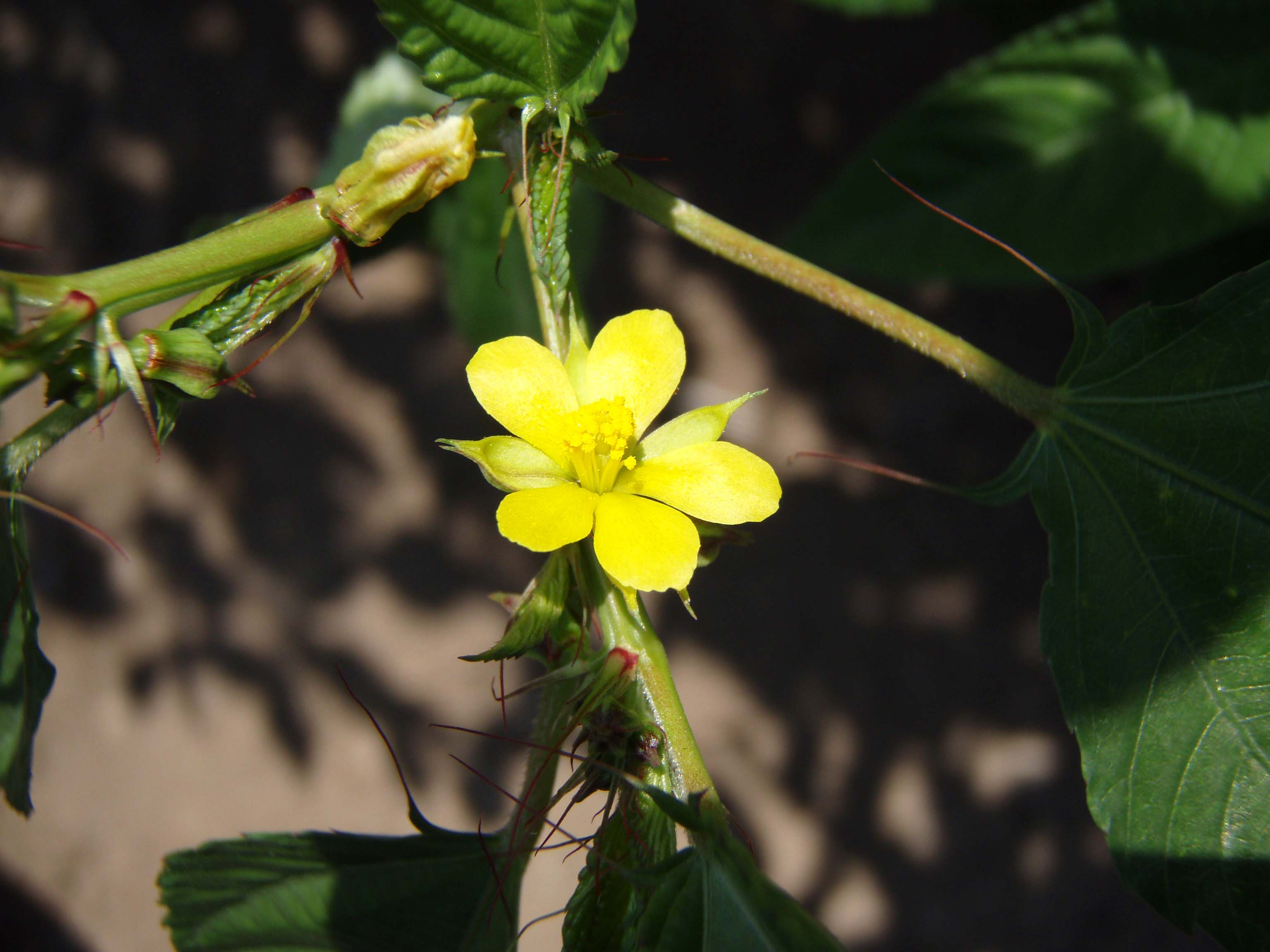
Flor del jute d'Aràbia

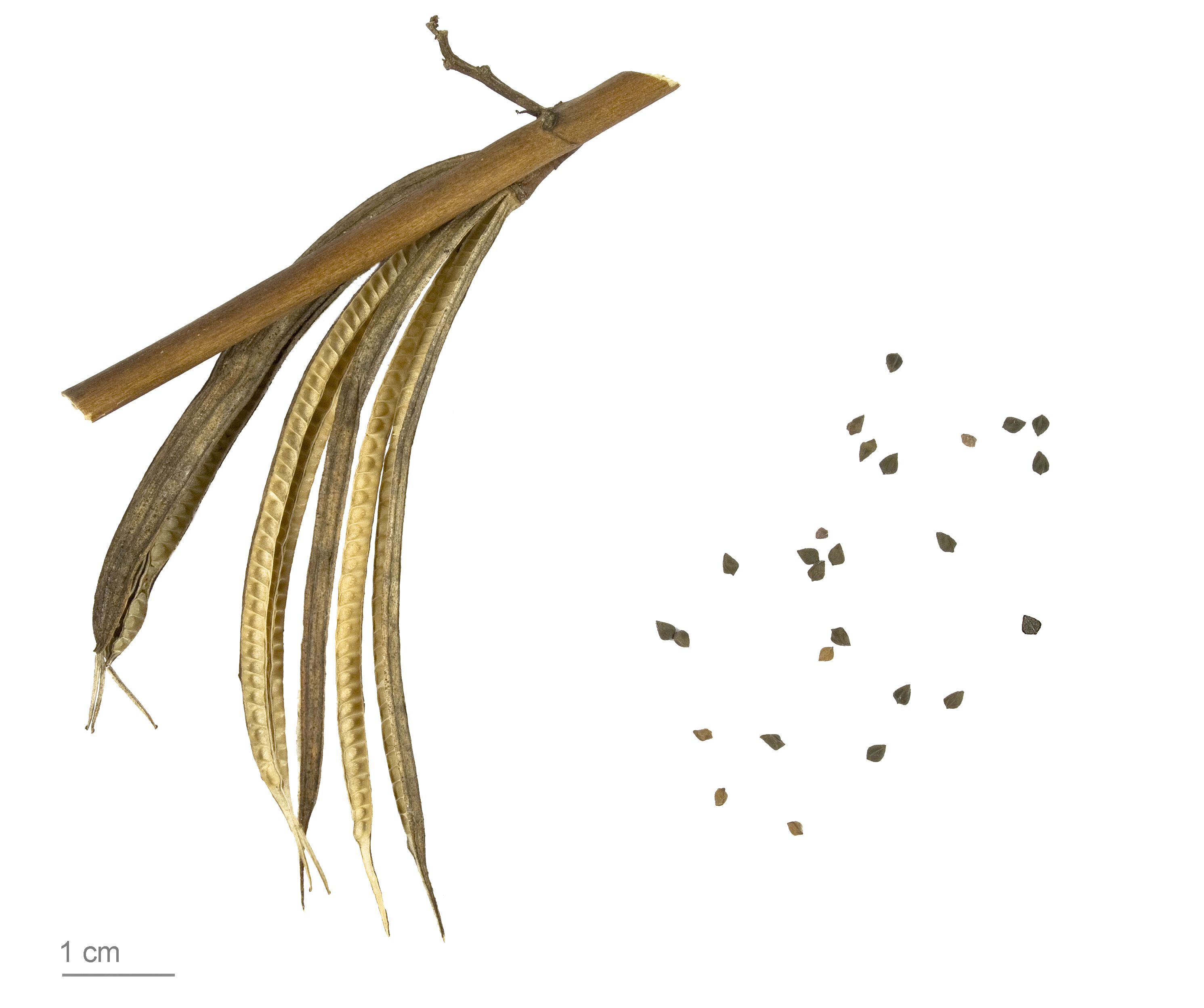
Corchorus olitorius

El jute d'Aràbia, mulukhiyya (àrab: ملوخية), malukhiyah o mlokhiya (Corchorus olitorius) és una planta conreada de la família Malvaceae.

## Descripció
Arbust originari del subcontinent indi, actualment es conrea principalment a l'Europa sud-oriental i el Pròxim Orient.
És una planta anual de fins a 2,5 m d'alçada, tija rígida i fibrosa d'uns 2 cm de diàmetre, fulles peciolades amb limbe triangular de fins a 14 cm de llargada i 5 cm d'amplada.
El fruit és una càpsula cilíndrica, més allargada que la de Corchorus capsularis, l'altra espècie de jute.

## Usos
És una de les dues espècies principals de plantes que s'utilitzen per la seva fibra tèxtil que rep el nom de jute.

## Gastronomia
Les fulles de mlokhiya (ملوخية) es fan servir com aliment a la cuina d'alguns països de l'Orient Pròxim i de l'Àfrica del Nord, on el jute d'Aràbia es cultiva com a hortalissa.
Les fulles d'aquesta planta són l'ingredient principal de certes especialitats culinàries a les gastronomies tradicionals de Tunísia (on es coneix com a mloukhiya), de l'Egipte (on es coneix com a molokhiya), Síria el Líban i Jordània. Tenen una textura suau i mucilaginosa, similar a l'ocra que agrada molt a certs paladars.